# Corinna Martini
Corinna Martini (* 19. Juni 1985 in Winterberg) ist eine ehemalige deutsche Rennrodlerin.

## Werdegang
Die für den BSC Winterberg startende Winterbergerin betrieb seit 1991 den Rennrodelsport. Die Polizeimeisteranwärterin lernte an der Bundespolizeisportschule Bad Endorf und gehörte dem deutschen Nationalkader seit 2005 an. 2003 in Königssee und 2004 in Calgary gewann sie jeweils die Bronzemedaille bei Juniorenweltmeisterschaften. Die Gesamtwertung des Juniorenweltcups gewann sie in der Saison 2001. 2003 bis 2005 wurde sie jeweils Zweite. Bei ihren ersten Deutschen Meisterschaften 2005 wurde sie Sechste. 2002, 2003 und 2005 wurde Martini Deutsche Juniorenmeisterin. 2002, 2003 und 2005 wurde sie deutsche Juniorenmeisterin.
Bei ihrem Debüt im Rennrodel-Weltcup am 14. Januar 2007 in Oberhof, wo sie für die nur Tage zuvor zurückgetretene Rennrodellegende Sylke Otto berufen wurde, belegte sie auf Anhieb einen dritten Platz. Ihre nächsten Einsätze auf höchster Ebene hatte Martini in der Saison 2008/09, in der sie sich mit Stefanie Sieger auf dem vierten deutschen Startplatz hinter den gesetzten Tatjana Hüfner, Natalie Geisenberger und Anke Wischnewski abwechselte, kam sie in vier der neun Rennen zum Einsatz. Zweimal wurde sie dabei Vierte, einmal Fünfte. Bei den Rennrodel-Weltmeisterschaften 2009 in Lake Placid bekam sie den vierten Startplatz, enttäuschte aber mit dem 17. Platz. In der Saison 2009/10 war Martini die feste vierte deutsche Weltcup-Starterin und belegte fünf Mal Plätze unter den besten Fünf. Ihren größten Erfolg feierte sie mit dem Gewinn der Silbermedaille, bei Abwesenheit der deutschen Olympiastartern, bei den Rennrodel-Europameisterschaften 2010 im lettischen Sigulda hinter der Russin Tatjana Iwanowa. Am 22. Januar 2012 gewann sie auf ihrer Heimbahn in Winterberg den ersten Weltcup in ihrer Karriere. Bei der Europameisterschaft 2012 in Paramonowo belegte sie den Bronzerang.
Corinna Martini gab im November 2013 bekannt, dass sie zum Jahresende ihre Karriere als Rennrodlerin beenden wird. Zuvor hatte die Winterbergerin in einer internen Ausscheidung den Sprung in das deutsche Weltcup-Team für die Saison 2013/14 verpasst.

## Erfolge

### Weltcupsiege
Einzel
| Nr. | Datum         | Ort        | Bahn               |
| --- | ------------- | ---------- | ------------------ |
| 1.  | 22. Jan. 2012 | Winterberg | Bobbahn Winterberg |